# Кобилецький перевал
Кобиле́цький перева́л —  перевал в Українських Карпатах. Розташований у межах Рахівського району Закарпатської області, на південь від гірського масиву Свидовець.
Висота — 870 м над р. м. Через перевал проходить дорога, що веде від села Косівська Поляна до смт Кобилецька Поляна. Дорога вузька, переважно ґрунтова, частково з асфальтовим покриттям, місцями брукована диким каменем, відносно важкопрохідна, годиться хіба що для вантажного транспорту, мотоциклів або автомобілів підвищеної прохідності. Взимку перевал непроїзний.
З перевалу відкриваються чудові краєвиди на довколишні гори: на північний схід — частина масиву Свидовець, на північний захід — гора Апецька, на південний схід — Кузійський масив.
На перевалі розташовані: гірськолижний курорт, поруч — масивна гора Кобила; при її підніжжі: смт Кобилецька Поляна (на захід), та село Косівська Поляна (на схід).